# Vojna dveh rož
Vojna dveh rož je bila državljanska vojna v Angliji, ki se je odvijala med letoma 1455 in 1485. V njej so se bojevali pristaši rodbine Lancaster, ki je imela v grbu rdečo vrtnico, in rodbine York, ki je imela v grbu belo vrtnico. To je značilen spopad med starim fevdalnim slojem (Lancaster) in novim plemstvom, ki se je ukvarjalo s trgovino in je bilo blizu meščanstvu. Med vojno so padli številni aristokrati in skoraj vsi princi obeh rodbin, zmaga pa je pripadla Henriku VII., sorodniku rodbine Lancaster in začetniku dinastije Tudor. Henrik VII. se je naslanjal na novo plemstvo in meščane ter tako začel obdobje absolutizma v Angliji.
Ime se je v 16. stoletju splošno uporabljalo na podlagi scen iz Shakespearjeve (1564–1616) drame Henrik VI., kjer nasprotni strani v drami izbereta različno obarvane vrtnice. Čeprav so vrtnice v vojni občasno uporabljali kot simbol, je večina udeležencev uporabljala grbe svojih fevdalcev.
V vojni dveh rož sta sodelovala plemstvo in vojska njihovih vazalov. Biti podpornik ene od sprtih rodbin je pomenilo biti odvisen glede porok ali rodbinskih zvez med družinami, ki so jim bili obljubljeni fevdalni naslovi in dodeljena posestva. Tako je imel vodja rodbine Lancaster nekaj časa naslov grof Richmond, vodja rodbine York pa grof Cambriški. Rodbina Lancaster je večino zaveznikov našla na severu in zahodu dežele, York pa je imel podporo v glavnem na jugu in vzhodu.

## Vzroki spora
Vzroki spora so bili tekmovalnost med dvema vejama rodbine Plantagenet, dvema dinastičnima rodbinama Lancaster in York, ki se je začela s padcem angleškega kralja Riharda II., ki ga je z oblasti zrušil njegov bratranec Henrik Bolingbroški, vojvoda Lancastrski, leta 1399, in ki je bil vnuk Edvarda III. po njegovem tretjem sinu Johnu Gauntskem. Ker bi krono Edvarda III. po vrstnem redu prvenstva moral naslediti drugi sin Lionel, vojvoda Clarenski, so v rodbini York menili, da na tej podlagi rodbini York pripada močnejša pravica do angleškega prestola. Po mnenju družine York je bila pravica Henrik Bolingbroški (kasneje kralja Henrika IV.) do angleškega prestola na zelo trhlih temeljih. Vladavino Lancastrov so podporniki Yorkov trpeli, dokler ni prišel na oblast izrazito nepriljubljen in duševno bolan kralj Henrik VI. Že v vsem tem času je bilo več uporov, ki so bili zatrti, in v katerih so Yorki poudarjali svojo pravico do krone.

## Začetki sporov
Ko je leta 1413 umrl kralj Henrik IV., ga je nasledil njegov sin in naslednik Henrik V., ki je bil velik vojak in je dosegel velike vojaške uspehe proti Francozom v stoletni vojni, kar je zelo prispevalo k njegovi priljubljenosti in mu je omogočilo utrditi položaj Lancastrov glede na rodbino York.
Henrik V. je vladal le kratek čas, leta 1422 ga je nasledil duševno bolan in nesposoben sin Henrik VI., ki je bil obkrožen z nepriljubljenimi regenti in svetovalci. Najbolj znana med njimi sta bila Edmund Beaufort, drugi vojvoda Somerseta, in William de la Pole, prvi vojvoda Suffolka, ki je bil obdolžen slabega vodenja vojnih operacij proti Franciji v stoletni vojni.
Med vladanjem Henrika VI. so bili vsa prej pridobljena ozemlja in angleške zmage v Franciji (iz časa Henrika V.) izgubljeni. Henrik VI. je bil slab in neučinkovit kralj. Bolehal je tudi za duševno boleznijo, ki jo je verjetno nasledil od deda Karla VI., kralja Francije. Ker so pripadniki rodbine York menili, da je Henrik VI. nesposoben za vladarja, so začeli postavljati vprašanje o njegovi legitimnosti in zahtevali svojo pravico do krone na podlagi rodu po Lionelu Clarencu, drugem sinu kralja Edvarda III. Plantageneta.
Nesporazumi na dvoru so se kazali v celi državi, v kateri se je krepila moč plemstva, plemiške družine so se spopadale zaradi zasebnih zadev, pri čemer so nekatere kazale vse manj spoštovanja do dvora in kralja. To obdobje je znano po mnogih osebnih vojnah med rodbinami, kar je imelo za posledico anarhijo v državi in končno upor proti Henriku VI. V te spore so bili vključeni tudi vojaki poražene angleške vojske v Franciji.
Rastoče družbeno nezadovoljstvo, plemiči so z zasebnimi vojskami jemali hrano prebivalstvu, ter korupcija na Henrikovem dvoru so ustvarili razmere  za začetek državljanske vojne.
Leta 1453 je imel Henrik več izpadov duševne bolezni, zato je bil imenovan regentski svet na čelu z močnim in priljubljenim Rihardom Plantagenetom, vojvodom Yorka kot lordom pokroviteljem. Rihard je hitro onemogočil Lancastre na dvoru. Ko si je Henrik leta 1455 opomogel, je Riharda po nasvetu žene Margarete Anžujske izgnal z dvora.

## Oboroženi spopadi
Ker je bil Henrik VI. neučinkovit in slab vodja, je močna, odločna in napadalna kraljica Margareta Anžujska postala dejanska voditeljica lancastrskega klana. Margareta je zgradila zvezo proti Rihardu Yorškemu, ki se je bil prisiljen upreti, kar je leta 1455 pripeljalo do prve bitke v vojni dveh rož, prve bitke pri St. Albansu, ki pomeni začetek glavnega obdobja oboroženega spopada  med letoma 1455 in 1489.
Rihard, vojvoda Yorški, je vodil majhno vojsko proti Londonu in se s Henrikovimi vojaki srečal pri St. Albansu, severno od Londona. 22. maja 1455 se je odvijala sorazmerno majhna prva bitka, a je bila prvi odkrit spopad v državljanski vojni. Rihardov cilj je bil pregnati "slabe Henrikove svetovalce". Posledica je bila lancastrski poraz. Nekaj pomembnih lancastrskih vodij je umrlo, rodbina York in njihovi zavezniki pa so si povrnili svoj vpliv. Nekaj časa je bil vtis, da sta sprti strani šokirani nad bitko, ki se je odvila, in storili so vse, da bi se pomirile nastale politične razlike.
V trenutkih, ko je imel Henrik drugi napad svoje duševne bolezni, so Yorki ponovno imenovali lorda pokrovitelja, Margareto pa potisnili ob stran, da je skrbela za svojega moža. Po prvi bitki pri St. Albansu je imel kompromis med sprtima stranema določen uspeh, a Yorki so do Henrikovega izboljšanja imeli prevladujočo vlogo v regentskem svetu.
Težave so se ponovno pojavile, še posebej nerazčiščeno vprašanje, kdo bo nasledil Henrika na prestolu: Rihard, vojvoda Yorški, ali Henrikov sin Edvard. Margareta je zavračala vsako rešitev, ki bi njenemu sinu odvzela pravico do nasledstva. Samo vojna premoč rodbine York je vzdrževala status quo na dvoru. Gospodarske težave in slab položaj na zunanjepolitičnem področju so naredili svoje. Kralj in kraljica sta, da bi zaščitila svoj položaj, prvič v angleški zgodovini uvedla novačenje v vojsko. V tem času je Rihardu Nevillu iz družine York, grofu Warwiškemu (pozneje so ga imenovali "kingmaker", tisti, ki postavi kralja) rasla priljubljenost v Londonu, posebej pri močno rastočem trgovskem sloju.
Sovražnost se je nadaljevala 23. septembra 1459 v bitki pri kraju Blore Heath v Staffordshiru, ko veliki lancastrski vojski ni uspelo preprečiti Yorkom, ki jih je vodil lord Salisburyjski, da se združijo z drugimi silami Yorka v dvorcu Ludlow.
Dvajset dni pozneje se je odvila naslednja bitka pri Ludford Bridgeu, v kateri so zmagale sile Lancastrov. Rihard Yorški, grofa Salisburyjski in  grof Warwiški so morali pobegniti proti Calaisu. Rodbina Lancaster je prevzela nadzor, a Yorki so med letoma 1459 in 1460 začeli vrsto napadov iz smeri Calaisa na angleško obalo in pri tem izzivali kaos in nered.
Leta 1460 so Rihard Yorški, lord Salisburyjski in frof Warwiški vdrli v Anglijo in hitro našli zaveznike v Kentu in Londonu, kjer so tudi prej že imeli široko podporo. Podpiral jih je tudi papežev odposlanec. Tako ohrabreni in vojaško okrepljeni so korakali na sever. Henrik VI. je vodil vojsko na jug, Margareta s sinom princem Edvardom pa je ostala na severu. Bitka pri Northamptonu se je odvila 10. julija 1460 in poraz je bil katastrofa za rodbino Lancaster. Vojska Yorkov, ki jo je vodil grof Warwiški, je zaradi izdaje v lancastrskih vrstah močno porazila vojsko Lancastrov, pri čemer je bil ujet kralj Henrik VI. in zaprt v londonski Tower.

## Zakon o soglasju
Ohrabreni s tem velikim vojaškim uspehom so Yorki zahtevali svojo pravico do prestola. Njihova vojska je vkorakala v London na čelu z Rihardom Yorškim v paradi, značilni za vladarja. Parlament se je sestal in Rihard je zahteval svojo pravico. Njegova največja zaveznika grofa Warwiški in Salisburyjski se nista strinjala z njegovo zahtevo parlamentu. V tem trenutku nista imela namere odstavili Henrika, ampak samo njegove vplivne svetovalce iz klana Lancaster.
Naslednji dan je Rihard kot dokaz svoje pravice prikazal natančno rodoslovje svoje rodbine, ki kaže na rod Lionela Clarenca, drugega sina Edvarda III. Parlament je pristal, da bo proučil njegovo zahtevo, a je izglasoval, da Henrik VI. mora ostati kralj. Kompromis je bil dosežen oktobra 1460 z zakonom o soglasju (Act of Accord), ki je določal, da bo po Henrikovi smrti Rihard Yorški nasledil krono in je odvzel pravico do nasledstva Henrikovemu sinu Edvardu. Rihard je sprejel ta kompromis. Dobil je to, kar je zahteval, še posebej je bilo pomembno, da je v času Henrikovega življenja dobil položaj zaščitnika kraljestva (Protector of the Realm), kar mu je dalo moč upravljanja v Henrikovem imenu. Henrikova žena Margareta je bila s sinom Edvardom izgnana iz Londona. Zakon o soglasju je bil nesprejemljiv za Lancastre, ki so se zbrali okoli Margarete in na severu Anglije zbirali veliko vojsko.
Rihard Yorški je skupaj z grofom Salisburyjskim  zapustil London ob koncu leta 1460, da bi utrdil svoj položaj proti lancastrskim silam na severu, in se ustalil blizu mesta York. Rihard je vodil obrambo poleg dvorca Sandal blizu Wakefielda za božič 1460. Čeprav je bila lancastrska vojska dvakrat večja, je Rihard 30. decembra 1460 ukazal napad. Njegova vojska je bila v bitki poražena. Ta bitka je bila kasneje imenovana bitka pri Wakefieldu. Rihard, grof Salisburyjski in mlajši Rihardov 17-letni sin so v bitki umrli. Margareta je ukazala glave vseh treh natakniti ob vhodu v York.

## Edvard IV.
Zakon o soglasju in dogodki pri Wakefieldu so 18-letnega Rihardovega sina Edvarda, grofa Mercije, naredila za vojvodo Yorka in prestolonaslednika. Grofa Salisburyjskega je nasledil grof Warwiški kot največji posestnik v Angliji.
Margareta je po teh dogodkih odpotovala na Škotsko na pogovore o možnosti škotske pomoči. Marija, škotska kraljica, je obljubila  vojaško pomoč Margareti pod pogojem določenih ozemeljskih koncesij in poroke njene hčerke z Edvardom. Margareta je pristala na te pogoje.
Edvard Yorški je medtem prišel s svojo vojsko iz Walesa in premagal vojsko Lancastrov v bitki pri Mortimer’s Crossu v Herefordshiru. Margareta je s svojo vojsko korakala na jug in spotoma plenila in pustošila državo. V Londonu grofu Warwiškemu ni uspelo zbrati vojske za spopad z Margareto in se ji brez Edvarda ni mogel upreti v bližini Londona v drugi bitki pri St. Albansu. Margareta je v tej bitki gladko in odločilno zmagala nad silami Yorka, ki so pobegnile in zapustile London ter za seboj pustile tudi ujetega kralja Henrika VI., ki so ga našli pod nekim drevesom.
Kot so lancastrske sile napredovale proti jugu, je v Londonu rasel strah pred opustošenjem. Prebivalci Londona so zaprli mestne vhode in zavrnili Margaretini vojski dostavo hrane, zato je opustošila okoliške kraje Hertfordshira in Middlesexa.
Med tem je Edvard Yorški napredoval proti Londonu z zahoda, kjer je združil sile s poraženim grofom Warwiškim, kar je sovpadalo z Margaretinim odhodom proti Dunstablu. To je omogočilo Edvardu in grofu Warwiškemu, da z vojsko vkorakajo v London, kjer so jih navdušeno pričakali in oskrbeli.
Po smrti njegovega očeta Riharda in mlajšega brata v bitki pri Wakefieldu in po prihodu v London se je Edvardov pohlep povečal in je začel zahtevati angleško krono zase. Pri tem je potreboval neko avtoriteto, ki bi potrdila njegove zahteve, zato je londonski škof zahteval od prebivalcev Londona mnenje o tem, na kar so odgovorili z vzkliki "Kralj Edvard!". To je hitro potrdil tudi parlament in Edvard je bil neuradno okronan na hitro pripravljenem obredu v Westminstrski opatiji. Osnovni razlog parlamenta za potrditev Edvarda za kralja je bil, da se je Margareta uprla zakonitemu nasledniku krone pokojnega Riharda Yorškega in s tem prekršila zakon o soglasju. Toda razmere so Edvarda opozarjale, da bo svoje kronanje moral potrditi na bojnem polju.
Edvard in grof Warwiški sta odšla na sever z veliko vojsko in se pri Towtonu srečala s prav tako ogromno lancastrsko vojsko, ki jo je vodila kraljica Margareta. Bitka pri Towtonu blizu Yorka je bila do tedaj največja bitka vojne dveh rož. V bitki je verjetno sodelovalo 40.000–80.000 ljudi in je v enem dnevu (kolikor je bitka trajala) umrlo več kot 20.000 ljudi. Zmagal je Edvard s svojo vojsko. Nasprotnikova vojska je bila zdesetkana in večina vojskovodij ubita. Henrik VI. in njegova žena Margareta, ki sta bila med bitko v Yorku, sta pobegnila na sever. Večina lancastrskih plemičev je prisegla zvestobo Edvardu. Po bitki je Edvard odšel v York, kjer so še vedno visele odsekane glave njegovega očeta in brata ter jih zamenjal z glavami lancastrskih vodij.

## Beg Henrika VI. in vladavina Edvarda IV.
Henrik in Margareta sta pobegnila proti Škotski, kjer so ju sprejeli na dvoru Jakoba III., od koder sta neuspešno poskušala napasti Carlisle kasneje istega leta.
Uradno kronanje Edvarda IV. je bilo junija 1461 in je nato je vladal naslednjih deset let v sorazmernem miru.
Leta 1464 so nastali prvi upori lancastrskih plemičev. Da bi jih zatrl, je Edvard IV. moral zbrati precej moči. Najhujši spopadi so bili v bitki pri Hedgeley Mooru 25. aprila in pri Hexhamu 15. maja, ko je Edvard zmagal. Oba neuspešna upora je vodil John Neville, prvi markiz Montaguja, sicer brat velikega Edvardovega zaveznika grofa Warwiškega. Leta 1465 je na severu Edvardu IV. uspelo ujeti Henrika VI. ter ga je zaprl v Tower.
Obdobje od 1467 do 1470 je bilo v znamenju ohladitve odnosov in političnega spora med Edvardom in njegovim mentorjem ter velikim dotedanjim zaveznikom Rihardom Nevillom, grofom Warwiškim. Bilo je več vzrokov, eden je bil, ker se je Edvard leta 1464 tajno (v nasprotju z grofovim nasvetom in željo, da oženi pripadnico francoske kraljevske družine zaradi zavezništva s Francijo) poročil z vdovo Elizabeth Woodville ter omogočil sorodnikom svoje nove žene velik vpliv na oblast, na dvoru jim celo dal prednost pred grofom Warwiškim. Drug vzrok je bilo Edvardovo zavezništvo z Burgundijo in ne s Francijo ter Edvardovo nasprotovanje, da omogoči poroko med hčerami grofa Warwiškega in Edvardovimi brati. Tudi Edvardova priljubljenost se je v tem času manjšala zaradi uvedbe višjih davkov in korupcije ter nespoštovanja zakonov.
Leta 1469 se je grof Warwiški zarotil proti Edvardu in zaveznika našel v Edvardovem ljubosumnem bratu Georgeu. Zbrala sta vojsko nezadovoljnežev, ki je Edvarda IV. porazila v bitki pri Edgecote Mooru. Edvard je bil ujet in zaprt v dvorcu Middleham v Yorkshiru. Grof je ukazal ubiti kraljičinega očeta Riharda Woodvilla, prvega grofa Riversa. Potem je prisilil Edvarda, da skliče parlament v Yorku, na katerem naj bi bil Edvard razglašen za nezakonitega kralja, krono pa bi prevzel Edvardov brat George, vojvoda Clarenški. Edvardu IV. je medtem uspelo prepričati o lojalnosti svojega brata Riharda vojvodo Gloucestra in veliko večino plemičev. Rihard je zbral vojsko, porazil grofa Warwiškega v bitki pri Losecote Fieldu 12. marca 1470 in na čelu vojske je osvobodil Edvarda iz ujetništva.

## Vrnitev Henrika VI. na oblast
Grof Warwiški in Edvardov brat George, vojvoda Clarenški, sta bila razglašena za izdajalca in sta pobegnila v Francijo. Leta 1470 je Henrikova žena Margareta prisilila francoskega kralja Ludvika XI., da ji je pomagal izpeljati vdor v Anglijo in vrniti Henrika VI. na prestol.
Ludvik XI. je predlagal zvezo med tedaj največjima sovražnikoma, grofom Warwiškim in Margareto, in na koncu sta pristala. Posledica dogovora je bila vključitev Francije v spopad in vdor v Anglijo jeseni 1470.
Edvard IV. na to ni bil pripravljen in je bil prisiljen pobegniti, ko so ga izdali glavni zavezniki ter podprli grofa Warwiškega. Edvard IV. in njegov brat Rihard, vojvoda Gloucestra, sta pobegnila na Nizozemsko, potem pa v Burgundijo. Henrik VI. se je kot osvoboditelj sprehodil po ulicah Londona in oktobra 1470 ponovno zasedel prestol. Edvard IV. in Rihard sta bila razglašena za izdajalca.

## Vrnitev Edvarda IV.
Uspeh grofa Warwiškega je bil kratkotrajen. Francoskemu kralju Ludviku XI. je namreč predlagal skupen napad na Burgundijo, kjer je bil Edvard IV. Vendar se je Karel Burgundski, ki je bil Edvardov svak in njegov gostitelj, izkrcal z Edvardom v Angliji in v bitki pri Barnetu 14. aprila 1471 premagal grofa Warwiškega in preostale  lancastrske sile razgnal v bitki pri Tewkesburyju maja 1471, v kateri je umrl tudi Henrikov sin Edvard, lancastrski prestolonaslednik. Edvard IV. je dal ubiti Henrika VI. (21. maja 1471)
Tako se je z vrnitvijo na oblast Edvarda IV. leta 1471 končal en del državljanske vojne. Mir je bil obnovljen, a so se politični in dinastični spori ponovno razplamteli, ko je umrl leta 1483.

## Rihard III.
Ob njegovi preuranjeni smrti je bil njegov naslednik in sin Edvard V. star samo 12 let, zato so se prepirali o tem, kdo bo upravljal državo kot regent mladega kralja. Svoje pravice je uveljavljala družina kraljeve matere Woodville, na drugi strani pa brat pokojnega Edvarda IV. Rihard, vojvoda Gloucestra, ki je trdil, da mu je pravico lorda pokrovitelja na smrtni postelji namenil brat Edvard.
S pomočjo Williama Hastingsa in Henryja Stafforda, vojvode Buckinghama, je Rihard ugrabil mladega kralja Edvarda V. in ga zaprl v Tower, kjer se mu je kasneje pridružil tudi mlajši brat, 9-letni Rihard. Rihard je pred parlamentom sprožil postopek, s katerim je želel dokazati, da njegov nečak nima legitimne pravice naslediti angleško krono. 25. junija 1483 je parlament razglasil mladega Edvarda V. in njegovega mlajšega brata Riharda kot nelegitimna naslednika krone, ker je bilo dokazano, da je Rihardov pokojni brat Edvard IV., preden se je poročil z Elizabeto Woodville, že bil poročen z lady Eleanor Butler, pa je zato zakon z Elizabeto neveljaven in otroci, rojeni v tem zakonu, nezakonski. Rihard je bil tako edini zakoniti naslednik krone, ker ni imel protikandidata za prestol. Zaprtega mladega kralja Edvarda V. in njegovega brata Riharda (znana kot princa iz stolpa) niso nikoli več videli. Verjetno sta bila ubita, za kar so obtožili Riharda in vojvodo Buckinghama, a brez dokazov, kar je ostala ena največjih ugank v angleški zgodovini. Rihard se je dal 6. julija 1483 okronati za angleškega kralja z imenom Rihard III.
Riharda III. so imeli za enega najboljših vojaških poveljnikov na strani Yorka in so ga zato lažje sprejeli.

## Henrik Tudor
Lancastrski podporniki so vse svoje upe polagali v Henrika Tudorja, katerega oče Edmund Tudor je bil nezakonski polbrat Henrika VI. in je izhajal iz valižanske družine Tudor iz Penmynydda. Edmund Tudor je bil poročen s Henrikovo materjo Margareto Beaufort, naslednico stranske veje klana Lancaster, ki je bila iz rodu Johna Gauntskega, drugega sina Edvarda III.
Novi vodja družine Lancaster, Henrik Tudor, se je, da bi ogrozil Riharda III., obrnil na pomoč k vojvodi Bretanje, ki mu je pomagal v prvem, neuspešnem poskusu vdoru v Anglijo, v kateri se je Rihard III. Henrika ubranil. Henrik Tudor je znova poskušal avgusta 1485.
Z vojsko okoli 5000 vojakov se je izkrcal na angleških  tleh. S pomočjo sil klana Lancaster v Angliji je 22. avgusta 1485 v bitki pri Bosworthu porazil in ubil Riharda III., ki so ga v ključnem trenutku izdali zavezniki. S to bitko je bila poražena družina York. 
Henrik Tudor se je okronal za kralja Anglije z imenom Henrik VII. Hitro je okrepil svoj položaj leta 1486 s poroko s hčerko Edvarda IV., Elizabeto Yorško (ne glede na to da so bili z odlokom parlamenta v času Riharda III. vsi otroci Edvarda IV. razglašeni za nezakonske), s  čimer je pridobil na svojo stran mnoge pripadnike klana York ali jim je vsaj zgladil ostrino borbenosti. S tem je simbolično ponovno združil dve kraljevski rodbini in obe roži združil v novo tudorsko rožo rdeče in bele barve. Številni zgodovinarji štejejo prihod Henrika VII. na oblast za konec vojne dveh rož, za druge pa je konec teh vojn bitka pri Stoku leta 1487, v kateri je Henrik VII. porazil Lamberta Simnela, samozvanega pretendenta na angleški prestol, ki je svojo zahtevo podkrepil s trditvijo, da je vnuk grofa Warwiškega. Načrt je bil razkrinkan že na začetku, ker je bil pravi mladi grof živ in Henrikov jetnik. Po tem ko je bil Simnel poražen, ga je Henrik pomilostil in poslal na delo v dvorno kuhinjo. Še en manjši upor je ogrozil Henrika. Perkin Warbeck se je leta 1491 izdajal za Riharda, mlajšega sina Edvarda IV. in enega od "princev iz stolpa". Njega je leta 1499 Henrik ujel in ga dal ubiti.  
Konec vojne dveh rož  je prinesel končno in nepovratno padec rodbine Plantagenet iz zgodovine ter do nastopa nove rodbine Tudor, ki bo dinastično zaznamovala naslednje obdobje angleške zgodovine. Vojna je imela katastrofalne posledice za tedaj že zmanjšan vpliv Anglije v Franciji, ker so bile ozemeljske izgube tako velike, da je v angleških rokah ostal le še Calais z okolico.
Henrik VII. je med svojo vladavino ostro kaznoval vse težnje visokega plemstva in zelo uspešno zmanjševal njihovo oskrbo in oboroževanje, onemogočal krepitev zasebne plemiške vojske vazalov, ki so v glavnem spodbujale spopade v vojni dveh rož. Uvedel je čvrst sistem reševanja medsebojnih plemiških sporov z avtoriteto vladarja in njegovih odlokov.

## Posledice
Vojna dveh rož je pustila težke in travmatične posledice v angleški družbi, kar je omogočilo Henriku VII., da v miru zatre nove upore in zagotovi tako zaželeni mir. Posledice vojne so bile manjše med trgovci in drugimi, ki so živeli od svojega dela, saj so se bitke odvijale v glavnem v manj naseljenih delih države, to pa zato, ker bi obe strani sicer bolj škodovali sami sebi in imeli kaj izgubiti.
Vojna dveh rož je povzročila številne žrtve med plemstvom, zato je bil to tudi čas velikih družbenih sprememb v fevdalni Angliji. To obdobje je oslabilo vpliv Anglije na celinski del Evrope, oslabil je moč in vpliv plemstva in okrepil druge dele družbe, na primer vse močnejšo trgovino.
To je tudi konec srednjeveškega obdobja v Angliji in začetek novega veka in renesanse.